# Список серий «Блич» (сезоны 5-8)
«Баунто» — сюжетная арка аниме Bleach, состоящая из двух частей: «Баунто» и «Нападение баунто на Сообщество душ». Все серии созданы под руководством Абэ Нориюки на студиях TV Tokyo, Dentsu и Studio Pierrot. Они являются филлерами, то есть не основаны на сюжете оригинальной манги Кубо Тайта.

## Список серий

### Сезон 5: Нападение баунто на Сообщество душ (2006—2007)
«Нападение баунто на Сообщество душ» — пятая сюжетная арка аниме Bleach, состоящая из восемнадцати серий. В Японии транслировалась с августа 2006 года по январь 2007 года на канале TV Tokyo.
| 92 | Вторжение мира синигами, ещё раз «Shinigami sekai e no totsunyuu, futatabi» (死神世界への突入、再び)                                        | 8 августа 2006 г.   |
| В Сообщество Душ врывается Дзин Кария и его сообщники. На экстренном собрании капитанов решено без колебаний убить всех вторженцев. Операцию по их уничтожению доверяют Хицугае. Го Кога сражается с отрядами лейтенантов Омаэды и Ибы и легко их побеждает. Ичиго с друзьями ищут Кукаку Сибу. Найдя её, Ёруити рассказывает о дальнейших действиях и говорит Кукаке почему не хочет пока возвращаться в Сэйрэйтэй. Ребята отправляются на поиски зависимых. Рукия отправилась в свой отряд, но натыкается на зависимую. | |                     |
| 93 | Нападение баунто! Разрушительная битва Готэй 13 «Baunto kyooshuu! Gekishin no gotei jūsantai» (バウンド強襲！激震の護廷十三隊)              | 15 августа 2006 г.  |
| Рукия начинает сражение. К ней на помощь приходит Ририн. Главнокомандующий Ямамото рассказывает на совете капитанов о учёном Рантао. Кучики пытается тем временем сбежать, в последний миг её спасает Бякуя. Зависимая убегает. | |                     |
| 94 | Решение Хицугаи! Конфликт нарастает «Hitsugaya no ketsui! Gekitotsu no tokisemaru» (日番谷の決意！激突の時迫る)                             | 22 августа 2006 г.  |
| В Сэйрэйтэе взрыв - Зависимые официально объявляют войну синигами, взрывая их святыню. Кария устраивает беспорядок в одном из самых бедных районов Руконгая, Кусадзиси, и пытается там нанять новых людей. Ичиго и друзья узнают об этом и мигом отправляются в погоню. Ичиго и остальные разделяются. | |                     |
| 95 | Бякуя занимает позицию! Танец расщепляющих ветер лепестков сакуры «Byakuya shutsujin! Kaze o saku sakura no mai» (白哉出陣！風を裂く桜の舞) | 5 сентября 2006 г.  |
| Бякуя натыкается на Дзина Карию и начинает сражение с ним. Их находит Куросаки. Го Кога и Итиносе рассказывают о своей затее наёмникам из Кусадзиси. Ичиго и Бякуя начинают использовать банкай против Карии. | |                     |
| 96 | Ичиго-Бякуя-Кария, битва трех гигантов! «Ichigo-Byakuya-Kariya, sankyoku no tatakai!» (一護・白哉・狩矢、三極の戦い !)                      | 12 сентября 2006 г. |
| Бякуя и Ичиго никак не могут победить Карию — все его раны восстанавливаются за счёт духовных частиц, из которых состоит всё Сообщество Душ. На поле боя неожиданно появляется учёный Рантао. Она рассказывает о том, что именно она уничтожила данные о зависимых. Кария сбегает с поля боя. Исида находит Ичиго, и все они идут в дом Рантао. Гандзю и остальные находят «Быков» Кусадзиси. Рантао рассказывает Куросаки и Исиде о печальной судьбе зависимых и о том, что сделали с ней самой.                         | |                     |
| 97 | Удар Хицугаи! Порази врага посреди леса «Hitsugaya Shutsugeki! Mori no naka no teki o kire!» (日番谷出撃！森の中の敵を斬れ)                 | 19 сентября 2006 г. |
| «Быки» Кусадзиси соглашается помочь Гандзю, Орихимэ и Чаду. Рантао продолжает свой рассказ про зависимых. Маюри находит того, кто незаметно вошёл в Сэйрэйтэй, устроил взрыв и изменил данные в Исследовательском центре. Хицугая, Мацумото и Абараи находят Зависимых. Хицугая натыкается на Итиносэ. Позже подходят Чад, Орихиме, Куросаки, Мацумото, Исида и Абараи. Зависимые и наёмники побеждают стражей ворот и готовятся ворваться в Сэйрэйтэй.                                                                   | |                     |
| 98 | Бум! Дзараки Кэмпати против Итиносэ Маки «Gekitotsu! Zaraki Kenpachi VS Ichinose Maki» (激突！更木剣八VS一之瀬真樹)                         | 4 октября 2006 г.   |
| Все кто сражался с Итиносэ попали в световую иллюзию его дзампакто. Эту иллюзию разрушает Дзараки Кэмпати. Дзараки остаётся сражаться с Итиносэ, остальные бегут в Сэйрэйтэй. Раненый Итиносэ решается на финальный удар, проигрывает и умирает. | |                     |
| 99 | Синигами против синигами! Неконтролируемая сила «Shinigami VS shinigami! Boso suru chikara» (死神VS死神！暴走する力)                        | 11 октября 2006 г.  |
| Кария и его подручные врываются в Сэйрэйтэй. Кария избавляется от наёмников, так как те ему будут только мешать. Дзидамбо открывает ворота в Сэйрэйтэй для Ичиго и остальных. Мабаси натыкаются на людей из карательного отряда и побеждает их. Генрюсай собирает совет капитанов. Мабаси подчиняет всех попавшихся на пути синигами. | |                     |
| 100 | Сой Фон умирает? Всё, что осталось от разведывательного отряда «Soifon shisu? Onmitsukido no saigo» (砕蜂死す？隠密機動の最後)              | 18 октября 2006 г.  |
| Синигами, захваченные Мабаси, сражаются с другими синигами. Сой Фон ранена и уходит подальше от своего отряда. Мабаси находит её. Комамура и Хисаги побеждают подчинённых синигами и отправляют в медпункт. Унохана пытается вылечить их, но у неё ничего не получается. Сой Фон на грани гибели от яда битто. Но всё это притворство — она излечила яд с помощью своего дзампакто и после этого убивает Мабаси. Все, подчинённые куклой Мабаси, выходят из-под контроля.                                                 | |                     |
| 101 | Банкай Маюри!! Саватари・Появление демона «Mayuri bankai!! Sawatari・Akuma no gekitotsu» (マユリ卍解!!沢渡・悪魔の激突)                     | 1 ноября 2006 г.    |
| Куроцучи Маюри сражается с Саватари. Саватари, получая тяжёлые ранения, прячется в другом измерении. В итоге он погибает, так и не выполнив своей цели - стать лидером зависимых. | |                     |
| 102 | Последний куинси! Разрушающая сила «Saigo no kuinshi! Bohatsu suru chikara» (最後のクインシー！暴発する力)                                  | 8 ноября 2006 г.    |
| Кария разносит в пух и прах Исследовательский центр, для того чтобы найти печать Зависимых. Исида вступает в бой с Ёси. Ичиго и Садо находят Карию. Дзин находит печать Дзёкайсо, поглощает её и исчезает. | |                     |
| 103 | Исида, перешагнуть через барьеры и нанести удар! «Ishida, genkai o koete ute!» (石田、限界を超えて撃て！)                                   | 15 ноября 2006 г.   |
| Кёраку, Унохана и Комамура докладывают Ямамото что происходит в Сэйрэйтэе. Коге не нравится план своего хозяина и он решает помешать ему, но Кария с ним легко расправляется. Исида побеждает Ёси, найдя её слабое место. Укитакэ и Кёраку пытаются найти информацию о Дзёкайсо. Раненного Исиду находят Садо и Ичиго. | |                     |
| 104 | 10 отряд сражается до смерти! Высвобождение Хёриммару «Shito ju ban tai! Hyōrinmaru o hanate» (死闘十番隊！氷輪丸を放て)                    | 22 ноября 2006 г.   |
| 10 отряд вступает в сражение с Го Когой и Дарк. Кога скрывается. Но Хицугая находит его и начинает сражение. Хицугая побеждает куклу Го, Дарк. Но Кога смог модифицировать Дарк в топор. Хицугая же использует против него банкай. Хицугая побеждает Го Когу. | |                     |
| 105 | Кария! Обратный отсчет до взрыва «Kariya! Bakuhatsu e no kauntodaun» (狩矢！爆発へのカウントダウン)                                         | 29 ноября 2006 г.   |
| Хицугая возвращается в казарму 10-го отряда, там его ждут Мацумото и «временные» синигами. Кира и Орихимэ присоединяются к ним. Нанао докладывает Ямамото о том, что Карии нужен день чтоб овладеть Дзёкаисо. Наступает утро. Рантао нападает на Карию и рассказывает почему она пришла к нему. | |                     |
| 106 | Жизнь и месть! Исида, окончательное решение «Inochi to fukushū! Ishida, kyūkyoku no sentaku» (命と復讐！石田、究極の選択)                   | 6 декабря 2006 г.   |
| Кария вспоминает тот день, когда он был маленьким, когда на их укрытие напали синигами и Рантао спасла его. В те времена Кария и слился со своей куклой, и смог защитить зависимых от пустых. Кария вспоминает, как он разочаровавшись в лидерах зависимых, после их смерти решил создать свою команду зависимых, в которой были только самые лучшие. Исида вовремя спасает Рантао и вступает в бой с Карией. Рантао пытается помочь, но ничего не получается. Лук Исиды ломается. Но на помощь приходит Куросаки.        | |                     |
| 107 | Поколебавшаяся грань! Мгновение краха «Furiorosareta ha! Hametsu no shunka» (振り下ろされた刃！破滅の瞬間)                                  | 13 декабря 2006 г.  |
| Ичиго начал сражаться с Карией. Исида уводит Рантао подальше и встречает Хицугаю, Мацумото, Иноуэ и Садо. Рантао рассказывает им об истинной силе Дзиёкаисо. Ямамото поручает всем синигами запечатывать Дзёкаисо. Выживший Итиносэ, прислушавшись к словам Кэмпати, собирается помешать Карие. Кария жестоко убивает его. Дзин призывает свою куклу - Мессер. Рукия отправляется на помощь Ичиго. | |                     |
| 108 | Вопль баунто! Последнее появление «Dokoku no baunto! Saigo no gekitotsu» (慟哭のバウント！最後の激突)                                       | 20 декабря 2006 г.  |
| Куросаки продолжает сражаться с Карией. Он начинает понимать, что Рантао заблокировала его способность поглощать духовные частицы. Бякуя и Ёруити приходят на помощь Ичиго. От смертельного удара Дзина Карии Ичиго спасает дзампакто Итиносэ. В конце, когда оба собрали свои последние силы, они нанесли по финальному удару. Кария проиграл и умер. | |                     |
| 109 | Ичиго и Рукия, размышления в круговороте небес «Ichigo to Rukia, kaiten suru omoi» (一護とルキア、廻天する想い)                             | 4 января 2007 г.    |
| Рукия, Ичиго и Рэндзи обсуждают прошедшую битву. Несмотря ни на что, им жаль Карию. Ёруити тайком уносит Го Когу в убежище Рантао, где ему помогает Рантао. Куросаки и другие возвращаются в реальный мир. | |                     |

### Сезон 6: Арранкары (2007)
6 сезон носит название «Арранкары».
Серии начали выходить с 10 января по 27 июня 2007 года на TV Tokyo. Эпизоды этого сезона используют четыре музыкальные темы для озвучивания вступительной и заключительной заставок. Вступительные заставки — «Rolling star» в исполнении Юй и «ALONES» в исполнении Aqua Timez, заключительные заставки — «Sakura Biyori» в исполнении Хосимура Май и «Tiptoe» в исполнении OreSkaBand. Состоит из 22 серий.
| 110 | Возвращение к делу! Новый ужасный ученик. «Daikōgyō saikai! Kyōfu no tenkōsei» (代行業再開！恐怖の転校生)                                 | 183-186      | 10 января 2007 года  |
| В школу, где учится Ичиго, приходит Хирако Синдзи — лидер Вайзардов. В это время Гранд Фишер, с которым Ичиго дрался ранее, решает отомстить ему и отправляется на его поиски. На Урю нападает Менос. В это время Куросаки, победив пустого, вступает в схватку с Хирако. На Кона, находящегося в теле Ичиго, нападает Гранд Фишер, который, как выяснилось, является арранкаром. На помощь к Исиде приходит отец Урю, Рюкэн. | |              |                      |
| 111 | Потрясение! Истинные сущности отцов «Kyōgaku! Oyajitachi no shōtai» (驚愕！親父達の正体)                                                  | 186-187      | 17 января 2007 года  |
| Рюкэн побеждает Меноса и выручает Урю. Рюкен говорит, что вернёт Урю силу квинси с условием, что тот больше не должен помогать синигами. Ичиго, чувствуя пустого, заканчивает сражение с Хирако и отказывается с ним сотрудничать. На помощь к Кону приходит Иссин и начинает сражение с Гранд Фишером. | |              |                      |
| 112 | Начало войны, Вайзарды и Арранкары «Tatakai no hajimari, vaizādo to arankaru» (戦いの始まり、仮面の軍勢と破面)                            | 188-190      | 24 января 2007 года  |
| Иссин убивает Гранд Фишера и спасает Кона, после этого приходит Урахара. Иссин и Урахара обсуждают об Вайзардах и Арранкарах, о том, что они скоро начнут между собой войну, и о том, что арранкаров возглавляет Айдзэн. В школе Ичиго думает над словами Хирако о союзе с Вайзардами, а Урю думает над словами Рюкэна. После школы Хирако встречается с Саругаки Хиёри - одним из Вайзардов. Выследив Хирако, Иноуэ и Садо хотят спросить у них зачем им нужен Ичиго, но те уходят ничего не сказав в ответ. Урю соглашается на предложение Рюкэна вернуть силу Квинси. | |              |                      |
| 113 | Прелюдия к Концу Света, вторжение Арранкаров «Sekai hōkai e no jokyoku, arankaru shūrai» (世界崩壊への序曲、アランカル襲来！)             | 190-192      | 31 января 2007 года  |
| Карин рассказывает Ичиго, о том, что она знает, что он синигами. В это время на Каракуру нападают двое арранкаров и члены Эспады — Улькиорра Сифер и Ямми Лларго. Ямми начинает высасывать души у людей, при этом пытаясь определить человека с огромной духовной силой. В битву с Ямми вступает Садо, но проигрывает ему. Иноуэ пытается защитить Садо и Тацуки, но Ямми отражает атаку Иноуэ. На помощь к Иноуэ приходит Ичиго и начинает сражение с арранкарами. | |              |                      |
| 114 | Воссоединение Ичиго и Рукии «Saikai, Ichigo to Rukia» (再会、一護とルキア)                                                                | 192-195      | 7 февраля 2007 года  |
| Ичиго использует Банкай в сражений с Ямми и лишает его руки, но из-за вмешательства пустого, Ямми побеждает Ичиго и готов убить его. На помощь приходят Урахара и Ёруити. После короткой битвы Улькиорра и Ямми отступают. Ичиго думает над тем, как стать сильнее. Позже в школу Ичиго, под видом учеников, приходят Иккаку, Рангику, Юмичика, Рэндзи, Тосиро и Рукия. Найдя Ичиго, они просят помочь Сообществу душ сражаться с арранкарами. | |              |                      |
| 115 | Особое задание! Появление Синигами «Tokumei! Yatte kita shinigamitachi» (特命！やってきた死神たち)                                        | 196-197      | 14 февраля 2007 года |
| Ичиго и Рукия отправляются на поиски пустого. Найдя пустого, Ичиго пытается безуспешно его атаковать. Рукия говорит, что Ичиго сможет справиться с пустым внутри себя, если Куросаки поверит в себя. Ичиго убивает пустого и, найдя Иноуэ, обещает ей стать сильнее и защитить её. Позже в дом приходят Иккаку, Рангику, Юмичика, Рэндзи, Тосиро и Рукия. Они рассказывают Ичиго о трёх видах Меносов — Гиллианах, Адьюкасах и Вастор Лордах. Тосиро рассказывает, что когда Менос становится арранкаром, он получает ещё большую силу, и просит Ичиго помочь Сообществу Душ. В это время Улькиорра и Ямми возвращаются в убежище, где их встречает Айдзэн и ещё 12 арранкаров.                                                            | |              |                      |
| 116 | Глаз злодея, снова Айдзэн «悪しき瞳、藍染再び» (Ashiki hitomi, Aizen futatabi)                                                            | 198-200      | 21 февраля 2007 года |
| Улькиорра докладывает Айдзэну о произошедшем. Гриммджоу Джагерджак, арранкар и ещё один член Эспады, решает встретиться с Куросаки Ичиго. Иссин позволяет Рукии жить у них. Рангику и Тосиро отправляются к Иноуэ, Рэндзи к Урахаре, а Иккаку и Юмичика гуляют по Каракуре. Рангику просит Иноуэ поверить в себя, чтобы защитить Ичиго. В это время Гриммджоу со своими подопечными Илфордтом Гранцом, Эдрадом Лионесом, Шаулуном Коуфаном, Накимой Гриндинаной и Ди Ройой Ринкером ищет Ичиго и его друзей, чтобы сразиться с ними. | |              |                      |
| 117 | Рукия снова в битве! Белый Клинок Льда «Rukia sentō kaishi! Kōritsuku shiroi yaiba» (ルキア戦闘開始！凍りつく白い刃)                      | 200-202      | 28 февраля 2007 года |
| Начинается атака арранкаров. Рэндзи начинает сражение с Илфордтом Гранцом, Тосиро и Рангику с Шаулуном Коуфаном и Накимой Гриндинаной, Иккаку и Юмичика с Эдрадом Лионесом, Рукия и Ичиго с Ди Ройой Ринкером. Рукия побеждает Ди Ройя с помощью своего дзампакто. На место битвы Ичиго и Рукии приходит Гриммджоу. Кэйго, увидев Иккаку в форме синигами, узнаёт его секрет. Иккаку говорит, что спасёт Кэйго, если он позволит ему и Юмичике поселиться у него, на что Кэйго и соглашается. Иккаку начинает сражение. | |              |                      |
| 118 | Банкай Иккаку! Всесокрушающая сила «Ikkaku bankai! Subete o kudaku chikara» (一角卍解！全てを砕く力)                                      | 203-205      | 7 марта 2007 года    |
| Иккаку сражается с Эдрадом. Во время сражения Иккаку выясняет, что дзанпакто арранкаров преобразовывают их в настоящую форму. Гриммджоу ранит Рукию, из-за чего Ичиго начинает с ним бой. Эдрад серьёзно ранит Иккаку, но тот использует Банкай и, восстановив свои силы, продолжает сражение в полную силу. | |              |                      |
| 119 | Секретная история отряда Зараки! Счастливчики «Zaraki tai hiwa! Tsuite iru otokotachi» (更木隊秘話！ツイている男たち)                     | 206          | 21 марта 2007 года   |
| Иккаку вспоминает о поступлении в Готей 13. Во время задания Иккаку вместе с Дзараки и Юмичикой они побеждают пустого. Позже он начал тренировать Рэндзи. В конце серии Иккаку побеждает Эдрада. | |              |                      |
| 120 | Поражение Хицугаи! Сломанный Хёринмару «Hitsugaya ochiru! Kudaketa Hyōrinmaru» (日番谷散る！砕けた氷輪丸)                                 | 206-209      | 28 марта 2007 года   |
| Рэндзи продолжает сражение с Илфордтом, но его атаки безуспешны. Уруру решает помочь Рэндзи победить, но Илфордт высвобождает свою форму и побеждает её. Тосиро пытается атаковать Шаулуна, но без успешно. Наким ранит Рангику. Шаулун высвобождает свою форму и рассказывает Тосиро об Эспаде — десяти могучих арранкарах, и о том что у каждого из них есть свои номера от 1 до 10. Также он рассказывает, что арранкары у которых число больше 10 должны служить Эспаде. Также он рассказывает, что их лидер Гриммджоу Джагерджак - "6" в Эспаде. В это время Ичиго сражается с Гриммджоу и высвобождает свой Банкай. После этого Тосиро, Рэндзи и Рангику высвобождают свой предел, чтобы победить своих противников.                 | |              |                      |
| 121 | Столкновение! Человек, который защищает, против человека, который страдает «Gekitotsu! Mamoru mono VS kōmuru mono» (激突！護る者VS被る者) | 210-213      | 11 апреля 2011 года  |
| Тосиро, Рангику и Рэндзи побеждают своих противников с помощью предела, который делает синигами впятеро сильнее. Кэйго приводит Иккаку и Юмичику домой, где знакомит их со своей старшей сестрой - Асано Мидзухо, которая разрешает им поселится у них. Ичиго безуспешно атакует Гриммджоу и впоследствии проигрывает ему. Гриммджоу уже готов убить Ичиго, но внезапно появляется Тосэн и велит ему возвращаться в Уэко Мундо. Гриммджоу перед уходом говорит, что он ещё встретится с Ичиго и закончит сражение. После этого Тосэн и Гриммджоу возвращаются в убежище, где их встречает Айдзэн. | |              |                      |
| 122 | Вайзард! Мощь пробужденных «Vaizādo! Mezameshi monotachi no chikara» (ヴァイザード！目覚めし者たちの力)                                   | 213-216      | 18 апреля 2011 года  |
| Тосэн лишает Гриммджоу руки, так как он не послушал Айдзэна. Садо просит Урахару сделать его учеником. Урю начинает тренировки, по возвращению силы Квинси. Ичиго решает стать сильнее и отправляется на поиски Вайзардов. Найдя убежище Вайзардов, Ичиго вступает в бой с Синдзи, чтобы они помогли ему контролировать силу пустого. Позже Хиёри занимает место Синдзи и, активировав маску пустого, начинает сражение с Ичиго. | |              |                      |
| 123 | Ичиго, полное превращение в пустого!? «Ichigo, kanzen horō-ka!?» (一護、完全ホロウ化!?)                                                   | 216-218      | 25 апреля 2011 года  |
| Ичиго побеждает Хиёри с помощью силы пустого. Вайзарды соглашаются помочь Ичиго контролировать пустого. Ичиго начинает тренировку, в которой в глубине своего сознания встречает пустого и начинает с ним сражение. | |              |                      |
| 124 | Столкновение! Черный банкай и белый банкай «Gekitotsu! Kuroi bankai to shiroi bankai» (激突！黒い卍解と白い卍解)                          | 219-220      | 2 мая 2007 года      |
| Ичиго начинает сражение против своего пустого. Выясняется, что он тоже владеет Банкаем. Пустой смертельно ранит Ичиго, но тот, вспоминая своих друзей и свои сражения, восстанавливает силы и продолжает сражаться. | |              |                      |
| 125 | Срочный доклад! Страшный план Айдзэна! «Kinkyū hōkoku! Aizen no osorubeki keikaku!» (緊急報告！藍染の恐るべき計画)                        | 221-224      | 9 мая 2007 года      |
| Ичиго побеждает пустого и овладевает его маской. Хичиго просит Куросаки не умирать до следующей их встречи. Сигэкуни Ямамото-Гэнрюсай докладывает Тосиро и Рангику о настоящей цели Айдзэна — создание ключа короля душ для захвата всего мира и власти над ним. В это время Садо тренируется с Рэндзи для получения новой силы. Иноуэ спешит рассказать Ичиго и остальным о плане Айдзэна. | |              |                      |
| 126 | Урю против Рюкэна! Столкновение между квинси - отцом и сыном «Uryū VS Ryūken! Gekitotsu kuinshī oyako» (雨竜VS竜弦！激突クインシー親子)   | 224-226      | 16 мая 2007 года     |
| Иноуэ, найдя Ичиго, рассказывает план Айдзэна и уходит. Позже Иноуэ находит Ёруити и просит пойти с ней для важного дела. Рэндзи продолжает тренировать Садо по усовершенствованию силы. Хиёри начинает тренировать Ичиго по усовершенствованию маски пустого. В это время Урю продолжает тренировки по возвращению силы Квинси, но проигрывает Рюкэну. | |              |                      |
| 127 | Решение Урахары, желание Орихимэ «Urahara no ketsudan, Orihime no omoi» (浦原の決断、織姫の想い)                                          | 227-229      | 30 мая 2007 года     |
| Садо продолжает тренироваться с Рэндзи. Урахара просит Иноуэ больше не сражаться с арранкарами. После этого Иноуэ встречает Рукию и рассказывает ей о плане Айдзэна и просьбе Урахары, на что Рукия просит её не терять веры в себя и продолжать бороться. После этого Хиёри находит Иноуэ и приводит её к Хатигэну Усёда — одному из вайзардов. Прибыв на место Хиёри продолжает тренировать Ичиго, а Хатигэн исцеляет Цубаки, превратившегося в пыль во время вторжения Улькиорры и Ямми. Хатигэн спрашивает Иноуэ готова ли она сражаться с арранкарами, на что та отвечает, что она готова к этому и вместе с Рукией уходит. В это время Ямми с восстановленной рукой собирается отомстить Ичиго, а Айдзэн решает встретиться с Иноуэ. | |              |                      |
| 128 | Арранкары из ночного кошмара! Отряд Хицугаи выступает «Akumu no arankaru! Hitsugayatai shutsugeki» (悪夢のアランカル！日番谷隊出撃)       | Нет (филлер) | 6 июня 2007 года     |
| 129 | Посланник опустившейся Тьмы! Разрастание Зла «Maiorita yami no shisha! Zōshoku suru akui» (舞い降りた闇の使者！増殖する悪意)              | Нет (филлер) | 13 июня 2007 года    |
| 130 | Незримый враг! Беспощадное решение Хицугаи «Mienai teki! Hitsugaya, hijō na ketsudan» (見えない敵！日番谷、非情な決断)                    | Нет (филлер) | 20 июня 2007 года    |
| 131 | Слезы Рангику, печальное расставание брата и сестры «Rangiku no namida, kanashiki kyōdai no wakare» (乱菊の涙、哀しき兄妹の別れ)          | Нет (филлер) | 27 июня 2007 года    |

### Сезон 7: Уэко Мундо. (2007)
7 сезон носит название «Уэко Мундо».
Серии начали выходить с 4 июля по 5 декабря 2007 года на TV Tokyo. Эпизоды этого сезона используют четыре музыкальные темы для озвучивания вступительной и заключительной заставок. Вступительные заставки — «ALONES» в исполнении Aqua Timez и «After Dark» в исполнении Asian Kung-Fu Generation, заключительные заставки — «Bitter Orange» в исполнении Chatmonchy и «Tane wo Maku Hibi» в исполнении Атари Косукэ. Состоит из 20 серий.
| 132 | Хицугая, Карин и футбольный мяч «Hitsugaya to Karin to sakkābōru» (日番谷と夏梨とサッカーボール)                                     | Нет (филлер) | 4 июля 2007 года      |
| 133 | Иккаку, повесть о горячащем кровь кэндо «Ikkaku, nekketsu kendō monogatari» (一角、熱血剣道物語)                                     | Нет (филлер) | 11 июля 2007 года     |
| 134 | Прекрасный пекарь, Юмитика! «Utsukushiki patishie, Yumichika!» (美しきパティシエ、弓親！)                                            | Нет (филлер) | 18 июля 2007 года     |
| 135 | Кон обманут! Рангику наблюдает... «Hakarareta Kon! Rangiku wa mite ita» (はかられた、コン！乱菊は見ていた・・)                       | Нет (филлер) | 25 июля 2007 года     |
| 136 | Смута в Уэко Мундо! Смерть Улькиорры «Weko Mundo nairan! Urukiora no shi» (ウェコムンド内乱！ウルキオラの死)                         | Нет (филлер) | 8 августа 2007 года   |
| 137 | Битва злой воли, ловушки Айдзена «Akui no tatakai, Aizen no wana» (悪意の戦い、藍染の罠)                                             | Нет (филлер) | 22 августа 2007 года  |
| 138 | Уэко Мундо делает новый ход! Хицугая против Ямми «Weko Mundo saidō! Hitsugaya vs Yamī» (ウェコムンド再動!日番谷vsヤミー)             | 229-231      | 29 августа 2007 года  |
| С помощью Хогёку, Айдзэн создаёт нового арранкара, Вандервайса Марджела и приказывает остальным арранкарам напасть на Каракуру. Рукия начинает тренировать Иноуэ по усовершенствованию Сюн Сюн Рика. В это время на Каракуру нападают Ямми, Гриммджо, Луппи Антенор, заменяющий Гриммджо в Эспаде с номером 6, и Вандервайс. В битву с ними вступают Иккаку, Юмичка, Рангику и Тосиро. Выясняется, что Ямми 10 в Эспаде. Ичиго чувствуя что друзья в опасности спешит к ним на помощь. К ним же на подмогу отправляются Рукия и Урахара. Ичиго сталкивается с Гриммджо и начинает с ним бой.                                                                        | |              |                       |
| 139 | Ичиго против Гриммджо, битва в 11 секунд! «Ichigo vs Gurimujō, 11 byō no tatakai!» (一護vsグリムジョー、 11秒の戦い)                 | 231-234      | 5 сентября 2007 года  |
| Ичиго использует маску пустого против Гриммджо и ранит его. Тем временем Луппи сражается с Иккаку, Рангику, Тосиро и Юмичкой. На помощь к ним приходит Урахара и начинает сражение с Вандервайсом. Иноуэ в это время спешит на помощь к остальным, но ей преграждает дорогу Улькиорра и требует, чтобы она пошла с ним к Айдзену. | |              |                       |
| 140 | План Улькиорры; миг, когда сядет солнце! «Sakubō no Urukiora, taiyō ga shizumu toki» (策謀のウルキオラ、太陽が沈む時)                | 234-236      | 12 сентября 2007 года |
| Луппи продолжает сражение с синигами и собирается убить Рангику, но в последний миг её спасает Тосиро и замораживает Луппи. Ямми начинает сражение с Урахарой но проигрывает ему. Гриммджо пытается убить Ичиго, но его останавливает прибывшая на помощь Рукия и с помощью Второго танца замораживает Гриммджо, но тот выбирается из ловушки и готов убить Рукию, но её спасает Хирако. Хирако, надев маску пустого, сражается с Гриммджо. Гриммджо готов нанести финальный удар, но появляется Улькиорра чтобы доложить что их миссия завершена. Ямми, Луппи, Вандервайс, Гриммджо и Улькиорра возвращаются в Уэко Мундо.                                         | |              |                       |
| 141 | Прощай…, Куросаки-кун «Sayonara…, Kurosaki-kun» (さよなら…、黒崎くん)                                                                | 237          | 19 сентября 2007 года |
| Синнигами восстанавливают силы после борьбы с арранкарами. Иноуэ вспоминает свой приключения. Позже она приходит к спящему Ичиго и прощается с ним. | |              |                       |
| 142 | Приказ! Спасение Иноуэ Орихимэ - запрещено «Genmei! Inoue Orihime no kyujutsu o kinzu» (厳命！井上織姫ノ救出ヲ禁ズ)                  | 238-239      | 26 сентября 2007 года |
| Ичиго узнаёт об исчезновений Иноуэ. Ичиго получает от Сигэкуни отказ о спасении Иноуэ, так как тот считает, что та перешла на сторону арранкаров, и приказывает синнигами вернуться в Общество душ, чтобы подготовиться к сражению с арранкарами. Тацуки пытается найти Иноуэ и спрашивает об ней Ичиго и рассказывает ему что она знает что он синигами, но Ичиго ничего не отвечает ей и уходит. Позже Ичиго отправляется к Урахаре, чтобы отправиться в Уэко Мундо и спасти Иноуэ. Вместе с ним туда же отправляются Садо и Урю. | |              |                       |
| 143 | Исцеление Гриммджо «Fukkatsu no Gurimujō» (復活のグリムジョー)                                                                       | 240-241      | 3 октября 2007 года   |
| Ичиго, Садо и Урю отправляются в Уэко Мундо. Тацуки, Кэйго и Мидзуиро узнали об этом, выследив Ичиго, но Урахара предвидел это. Иноуэ демонстрирует свой способности Айдзэну, исцелив руку Гриммджо. Восстановив руку, Гриммджо убивает Луппи и возвращает своё место в Эспаде. Позже Рюкэн и Иссин обсуждают о будущей битве с арранкарами. Айдзэн узнаёт что Ичиго и его друзья отправляются в Уэко Мундо. | |              |                       |
| 144 | Исида - Чад, Зарождение Новой Силы «Ishida-Chado, atarashiki chikara no taidō» (石田・チャド、新しき力の胎動)                        | 241-243      | 17 октября 2007 года  |
| Ичиго, Садо и Урю прибывают в Уэко Мундо и начинают поиски. На них нападают двое арранкаров, служащие Айдзэну. В битву с ними вступают Урю и Садо. В битве с ними они использует свой новые способности (Урю «Гинрей Кодзяку», а Садо «El Directo») и побеждают своих противников. | |              |                       |
| 145 | Сбор Эспады! Императорская аудиенция Айдзэна «Esupāda shūketsu! Aizen no gozen kaigi» (エスパーダ集結！藍染の御前会議)               | 244-245      | 24 октября 2007 года  |
| Ичиго и остальные отправляются в убежище Айдзэна. Тем временем Айдзэн собирает Эспаду и докладывает о проникновение Ичиго и его друзей в Уэко Мундо и приказывает им пока не нападать на них. Тем временем Урю рассказывает Ичиго, о том что пустые которые находятся в Уэко Мундо становятся сильнее, чем те которые находятся на земле. Позже они видят как пустые охотятся за девочкой-арранкаром и решают спасти её. | |              |                       |
| 146 | Её зовут Нелл! Встреча со странными арранкарами «Sono na wa Neru! Fushigi na arankaru tōjō» (その名はネル！不思議なアランカル登場)   | 246-247      | 31 октября 2007 года  |
| Ичиго и его друзья узнают что нападение пустых на девочку-арранкара была лишь их игра. Она называет Ичиго своё имя - Неллиель Ту Оделшванк и свой Фрасьон. На Ичиго и Нелл и их друзей нападает Менос по имени Лунуганга, Ичиго и остальные пытаются атаковать его, но бесполезно. Лунуганга уже готов проглотить их, но их спасают пришедшие на помощь Рукия и Рэндзи. Ичиго вместе с остальными направляются в убежище Айдзэна, но им преграждает путь Лунуганга. | |              |                       |
| 147 | Лес Меносов! Найти пропавшую Рукию «Menosu no mori! Kieta Rukia o sagase» (メノスの森！ 消えたルキアを探せ)                          | Нет (филлер) | 7 ноября 2007 года    |
| Лунуганга отправляет Ичиго и его друзей в глубину Уэко Мундо. Друзья попадают в лес Меносов и пытаются найти пропащую Рукию и выбраться наружу. Тем временем Рукия сражается с пустыми и Менос Грандэ, но в последний миг её спасает загадочный синигами по имени Асидо. Прибыв в убежище, Асидо начинает сражение с Рукией. Тем временем на Ичиго и его друзей нападают пустые и Менос Грандэ. Пустые захватывают Нелл и её Фрасьон. | |              |                       |
| 148 | Асидо, синигами, пришедший из прошлого «Ashido, kako kara kita shinigami» (アシド、過去から来た死神)                                 | Нет (филлер) | 14 ноября 2007 года   |
| Ичиго вместе с друзьями продолжает сражение с пустыми и Меносами. Выясняется, что Асидо напал на Рукию чтобы проверить насколько она сильна. В это время Нелл и её Фрасьону удаётся выбраться из логова пустых. Асидо и Рукия отправляются на поиски Ичиго и сталкиваются с одним из Адьюкасов, но им удаётся его победить. После сражения Асидо рассказывает свою историю о том как он и его отряд проник в лес Меносов, но все его товарищи погибли и Асидо остался в лесу один, чтобы убить всех пустых. Позже на них нападает второй Адьюкас с армией Менос Грандэ. Во время битвы Адьюкас хочет убить Рукию, но её спасает, подставивший под себя удар, Асидо. | |              |                       |
| 149 | Разрушающийся лес, миллионы Меносов «Kuzureyuku mori, hyakuman no Menosu» (崩れ行く森、百万のメノス)                                 | филлер + 247 | 21 ноября 2007 года   |
| Рукия и Асидо побеждают ещё одного Адьюкса. Ичиго и его друзья продолжают поиски Нелл. Найдя Нелл, Ичиго вступает в битву с другим Адьюксом и его Меносами Грандэ, а Рукия и Асидо сталкиваются с другим Адьюксом и побеждают его. Ичиго побеждает Адьюкса и Меносов Грандэ. Позже Ичиго и Рукия объединяются и пытаются выбраться из леса, но их останавливает выживший после боя с Ичиго Адьюкс. Асидо начинает с ним сражение и закрывает выход в лес. Ичиго и остальные выбираются на поверхность и вторгаются в убежище Айдзэна. | |              |                       |
| 150 | Клятва! Ещё раз, сюда, живым «Chikai! Futatabi ikite kono basho e» (誓い！再び生きてこの場所へ)                                      | 248-249      | 28 ноября 2007 года   |
| Улькиорра оповещает Иноуэ что Ичиго и его соратники проникли в убежище, чтобы спасти её и говорит ей, чтобы она ничего не делала. Позже Улькиорра рассказывает Нноитру Джилгу - члену Эспады, что похищение Иноуэ нужно для осуществления плана Айдзэна и что она не сможет никуда убежать от них, так как Улькиорра надавил на её психическое состояние когда явился перед ней. В это время Ичиго и его друзья разделяются и клянутся друг другу что выберутся невредимыми. Иноуэ вспоминает, как Айдзэн показал ей Хогёку и что он доверяет ей. Иноуэ решает уничтожить Хогёку любой ценой.                                                                       | |              |                       |
| 151 | Неистовый шторм! Встреча с танцующим арранкаром «Fukiareru bōfū! Odoru arankaru to no sōgū» (吹き荒れる暴風！踊るアランカルとの遭遇) | 250-251      | 5 декабря 2007 года   |
| Ичиго и Нелл сталкиваются с Дордони Алессандро дель Сокаччио - членом Приварон Эспады. Ичиго начинает бой с Дордони. Тем временем Тосэн и Гин узнают о проникновении Ичиго и его товарищей. Садо и Урю сталкиваются с ещё двумя членами Приварон Эспады. Ичиго продолжает атаковать Дордони, но безуспешно. Нелл решает помочь Ичиго победить. | |              |                       |

### Сезон 8: Арранкары: Жестокая Борьба (2007—2008)
8 сезон носит название «Арранкары: Жестокая Борьба».
Серии начали выходить с 12 декабря 2007 года по 16 апреля 2008 года на TV Tokyo. Эпизоды этого сезона используют две музыкальные темы для озвучивания вступительной и заключительной заставок. Вступительная заставка — «After Dark» в исполнении Asian Kung-Fu Generation, заключительная заставка — «Kansha» в исполнении RSP. Состоит из 16 серий.
| 152 | Контрудар Ичиго! Это мой Банкай «Ichigo hangeki! Koitsu ga ore no bankai da» (一護反撃！こいつが俺の卍解だ)                     | 252-254      | 12 декабря 2007 года |
| Ичиго продолжает сражение с Дордони, но проигрывает. Дордони наносит Ичиго финальный удар с помощью Серо, но того в последнюю секунду спасает Нелл, при этом поглотив Серо и направив её на Дордони. Дордони ранит Нелл и готов убить её, но Ичиго спасает её, в форме Банкая. Ичиго использует против Дордони маску пустого и побеждает его. Нелл исцеляет Дордони, но тот, из за жажды вернуться в Эспаду, нападает на Ичиго.               | |              |                      |
| 153 | Дьявольское Исследование! План Заель-Апорро «Akuma no kenkyū! Zaeruaporo no takurami» (悪魔の研究！ザエルアポロの企み)          | 254-256, 262 | 19 декабря 2007 года |
| Ичиго ранит Дордони и вместе с Нелл направляется дальше. Появляется отряд Экзекиасов и убивает Дордони. Выясняется что этот приказ отдал Заель-Апорро Гранц — член Эспады. В это время Урю сражается с Чируччи Сандервиччи — членом Приварон Эспады. Рукия сталкивается с Аарониро Арруруэри — членом Эспады. Выясняется что Аарониро является Кайэном Сибой, бывшим лейтенантом 13 отряда.                                                   | |              |                      |
| 154 | Рукия и Кайен, печальная встреча «Rukia to Kaien, kanashimi no saikai» (ルキアと海燕、哀しみの再会)                             | 263-264      | 26 декабря 2007 года |
| Аарониро, в облике Кайэна, рассказывает Рукии, как ему удалось выжить и делает попытки убить её. Рукия понимает, что это не Кайэн и начинает сражение с Аарониро. | |              |                      |
| 155 | Контрудар Рукии! Кидо идущего на смерть - высвободить «Rukia hangeki! Kesshi no kidō o hanate» (ルキア反撃！決死の鬼道を放て)   | 265-267      | 9 января 2008 года   |
| Рукия продолжает битву с Аарониро и видит его настоящий облик. Аарониро рассказывает, что он может поглощать мёртвые души и принимать их облик и использовать их способности, но он может применять другое обличье только в темноте, поэтому он и избегает света. Так же выясняется, что Аарониро 9 в Эспаде. Аарониро высвобождает свой дзанпакто и продолжает сражение в полную силу.                                                       | |              |                      |
| 156 | Исида и Пеше, Соединенная атака дружбы? «Ishida & Pesshe, yūjō no gattai kōgeki» (石田＆ペッシェ、友情の合体攻撃？)             | 256-257      | 16 января 2008 года  |
| Урю продолжает сражение с Чируччи Сандервиччи, к нему на подмогу приходит Пеше — один из Франьсьона Нелл. | |              |                      |
| 157 | Козырь Исиды, рассекающий душу «Ishida no kirifuda, tamashī o kirisaku mono» (石田の切り札、魂を切り裂くもの)                   | 258-259      | 23 января 2008 года  |
| После длительной битвы Урю побеждает Чируччи и вместе с Пеше направляется дальше. После этого появляется отряд Экзекиасов и убивает Чируччи. В это время Садо сражается с Гантенбейнной Москедой — членом Приварон Эспады и безуспешно атакует его. Во время сражения Садо активирует свою новою способность - каменный щит на своей правой руке.                                                                                             | |              |                      |
| 158 | Правая Рука Гиганта, Левая Рука Дьявола «Kyojin no migiude, akuma no hidariude» (巨人の右腕、悪魔の左腕)                        | 260-261      | 30 января 2008 года  |
| С помощью своих новых способностей, Правой руки гиганта и Левой руки дьявола, Садо побеждает Гантенбейнна и оставляет того в живых. После этого Садо сталкивается с Нноитрой Джилгой и начинает с ним бой. | |              |                      |
| 159 | Смерть Ясуторы Садо! Слезы Орихимэ «Sado Yasutora shisu! Orihime no namida» (茶渡泰虎死す！織姫の涙)                            | 262-265, 267 | 6 февраля 2008 года  |
| Садо проигрывает Нноитре и теряет сознание. Нноитра вместе со своим Фрасьоном — Тэсрой Линдокрузой направляется на поиски другого соперника. Тем временем Рэндзи сталкивается с Заель-Апорро Гранцом и начинает с ним бой. Рукия продолжает сражение с Аарониро. | |              |                      |
| 160 | Обет, твое сердце прямо здесь... «Yuigon, kokoro wa koko ni» (遺言、心は此処に・・・)                                           | 267-269      | 13 февраля 2008 года |
| Воспоминания Рукий о том дне, когда она попала в Готэй 13 и её дружбе с Кайэном. Рукия побеждает Аарониро, но получает тяжёлое ранение. | |              |                      |
| 161 | Жестокий разлом, Провокация Улькиорры «Zankoku na hamen, Urukiora no chōhatsu» (残酷な破面、ウルキオラの挑発)                   | 265, 269-270 | 20 февраля 2008 года |
| Рэндзи продолжает сражение против Заель-Апорро. Во время битвы Заель-Апорро говорит, что он знает все техники Рэндзи, так как его старший брат Илфордт Гранц, с которым Рэндзи сражался раньше, перед смертью передал ему всю информацию. Члены Эспады узнают о смерти Аарониро. Тем временем Ичиго сталкивается с Улькиоррой. Улькиорра признаётся что именно он вынудил Иноуэ присоединиться к арранкарам. Ичиго начинает бой с Улькиоррой. | |              |                      |
| 162 | Смех Заель-Аппоро, Рэндзи в ловушке «Warau Zaeruaporo, Renji hōi ami kansei» (笑うザエルアポロ、恋次包囲網完成)                 | 270-272      | 27 февраля 2008 года |
| Ичиго пытается атаковать Улькиорру с помощью маски пустого, но проигрывает ему и умирает. Рэндзи продолжает атаковать Заель-Апорро, но терпит поражение и проигрывает ему. На Иноуэ нападают нумеросы Лоли Аивирнэ и Мэноли Малиа. Заель-Апорро готов нанести финальный удар по Рэндзи с помощью своих марионеток, но на помощь подоспевает Урю.                                                                                              | |              |                      |
| 163 | Синигами и Квинси, битва с безумцем «Shinigami to kuinshī, kyōki to no tatakai» (死神とクインシー、狂気との戦い)                | 272-274      | 5 марта 2008 года    |
| Урю начинает сражение с марионетками Заель-Апорро. Гриммджо спасает Иноуэ от нападавших Лоли и Мэноли и вместе с ней отправляется на поиски Ичиго. Урю терпит поражение, так как Заель-Апорро предвидел все его способности. Рэндзи решает помочь Урю справиться с Заель-Апорро. | |              |                      |
| 164 | План Исиды, нападение и защита в 20 секунд «Ishida no sakusen, Nijū byō no kōbō» (石田の作戦、２０秒の攻防)                     | 275-277      | 12 марта 2008 года   |
| Рэндзи и Урю начинают сражение с Заель-Апорро и наносят ему фатальный удар, однако тот восстанавливает свой силы с помощью одной из марионеток, которую он поглощает. Гриммджо приводит Иноуэ к мёртвому Ичиго, чтобы та излечила его и он смог сразиться с ним. Улькиорра узнаёт о планах Гриммджо и прибывает на место битвы. | |              |                      |
| 165 | Вскипевшая жажда убийства! Радость Гриммджо «Satsui futtō! Kanki no Gurimujō» (殺意沸騰！歓喜のグリムジョー)                    | 278-280      | 19 марта 2008 года   |
| Гриммджо начинает бой с Улькиоррой. С помощью техники Каха Негасьон, Гриммджо отправляет Улькиорру в другое пространство. Восстановившийся Ичиго начинает сражение с Гриммджо. Гриммджо направляет Серо на Ичиго, но с помощью маски пустого Ичиго удаётся отбить атаку. | |              |                      |
| 166 | Две чудовищные силы! Ичиго, обратившийся в пустого «Shiryoku vs. shiryoku! Horōkashita Ichigo» (死力ＶＳ死力！ホロウ化した一護) | 281-283      | 9 апреля 2008 года   |
| Битва между Ичиго и Гриммджо продолжается. В бою Ичиго использует маску пустого, а Гриммджо высвобождает свою истинную форму. | |              |                      |
| 167 | Эпилог, конец Гриммджо «Kecchaku no toki, Gurimujō no saigo» (決着の時、グリムジョーの最後)                                     | 284-286      | 16 апреля 2008 года  |
| Воспоминания Гриммджо о том дне, когда он стал пустым. Ичиго побеждает Гриммджо. | |              |                      |